# Ismaël Kamagate
Ismaël Sindou Kamagate (París; 17 de enero de 2001) es un jugador de baloncesto francés que pertenece a la plantilla del Derthona Basket de la Lega Basket Serie A italiana. Con 2,11 metros de estatura, juega en la posición de pívot.

## Trayectoria deportiva

### Primeros años
Kamagate nació en el distrito 19 de París de padres marfileños. Creció jugando al fútbol como portero, algo que no disfrutaba, antes de conocer el baloncesto a los 11 años en el Jeunesse Athlétique de Montrouge. A los 12 años comenzó a jugar baloncesto para un club juvenil local, el Basket Paris 14, y se incorporó al Paris-Levallois tres años después. En 2017, comenzó una etapa de dos temporadas en el Orléans Loiret, compitiendo en su segundo equipo y en el  sub-18.

### Profesional
El 27 de julio de 2019 fichó por el Paris Basketball de la LNB Pro B. En su primera temporada con el club, dividió el tiempo de juego entre la Pro B y con el Centre Fédéral de Basket-ball en la Nationale Masculine 1. En la temporada 2021-22, su equipo ascendió a la LNB Pro A y asumió un papel más importante. Promedió 8,8 puntos, 6,5 rebotes y 1,9 tapones por partido, siendo elegido mejor jugador defensivo de la LNB Pro A.
El 22 de abril de 2022 se declaró elegible para el draft de la NBA, donde los analistas lo consideraron una posible selección de primera ronda. Fue elegido en la cuadragésimo sexta posición del Draft de la NBA de 2022 por los Detroit Pistons, pero fue posteriormente traspasado a Portland Trail Blazers y después a Denver Nuggets. Tras no formalizarse un contrato, siguió perteneciendo al Paris Basketball.
El 19 de julio de 2023 firmó un contrato de dos años con el Olimpia Milano de la Lega Basket Serie A italiana.
El 11 de enero de 2024, firma por el Derthona Basket de la Lega Basket Serie A italiana, en calidad de cedido hasta el final de la temporada.